# Comuna de Michałowice
Michałowice (polaco: Gmina Michałowice) é uma gminy (comuna) na Polónia, na voivodia de Pequena Polónia e no condado de Krakowski. A sede do condado é a cidade de Michałowice.
De acordo com os censos de 2004, a comuna tem 7505 habitantes, com uma densidade 146,4 hab/km².

## Área
Estende-se por uma área de 51,27 km², incluindo:
- área agricola: 87%
- área florestal: 4%

## Demografia
Dados de 30 de Junho 2004:
|                      | Total   | Total | Mulheres | Mulheres | Homens  | Homens |
| -------------------- | ------- | ----- | -------- | -------- | ------- | ------ |
|                      | pessoas | %     | pessoas  | %        | pessoas | %      |
| População            | 7505    | 100   | 3756     | 50       | 3749    | 50     |
| Densidade (pop./km²) | 146,4   | 100   | 73,3     | 73,3     | 73,1    | 73,1   |

De acordo com dados de 2002, o rendimento médio per capita ascendia a 1239,74 zł.

## Subdivisões
- Górna Wieś, Kończyce, Kozierów, Książniczki, Masłomiąca, Michałowice, Młodziejowice, Pielgrzymowice, Prawda, Raciborowice, Sieborowice, Więcławice, Wilczkowice, Wola Więcławska, Zagórzyce, Zdziesławice, Zerwana.

## Comunas vizinhas
- Iwanowice, Kocmyrzów-Luborzyca, Kraków, Zielonki